# Livov
Livov je obec na Slovensku v okrese Bardejov a v pohoří Čergov. Žije v něm 62 obyvatel. První písemná zmínka o vesnici pochází z roku 1470. Ve vsi stojí řeckokatolický památkově chráněný chrám svatého Michaela archanděla z roku 1841. Do katastrálního území obce zasahuje část přírodní rezervace Livovská jelšina.